# Enochletica affinis
Enochletica affinis är en insektsart som beskrevs av Bolívar, I. 1906. Enochletica affinis ingår i släktet Enochletica och familjen vårtbitare. Inga underarter finns listade i Catalogue of Life.